# 2023 год в телевидении
Список «2023 год в телевидении» описывает события в мире телевидения, произошедшие в 2023 году.

## События

### Январь
- 1 января — Ребрендинг индийского развлекательного телеканала «Zee TV» в «Индия»[1].
- 4 января
  - Прекращение вещания русскоязычной версии телеканала «Paramount Channel» на территории СНГ[2].
  - Прекращение вещания телеканала «Paramount Channel Ukraine/Kazakhstan»[3][4].
- 31 января — Прекращение вещания телеканалов «History HD» и «History 2 HD» в России[5].

### Февраль
- 1 февраля — Начало вещания в России познавательного телеканала «Curiosity Stream»[6].
- 3 февраля — Начало вещания «Общественного телевидения России» в стандарте высокой чёткости (HD)[7].
- 14 февраля — Изменение логотипа и графического оформления телеканала «СТС Love»[8].
- 27 февраля — Начало вещания российского регионального телеканала «Югра» в стандарте высокой чёткости (HD)[9].

### Март
- 1 марта
  - Объединение телеканалов Viasat под единым брендом Viju[10].
  - Ребрендинг развлекательного телеканала «Paramount Comedy» в «Comedy Central»[11][12][13].
  - Ребрендинг украинской версии «Paramount Comedy» в «Comedy Central»[14].
  - Изменение графического оформления телеканала «Москва 24»[15].
- 14 марта
  - Прекращение вещания музыкального телеканала «Bridge Фрэш» и начало вещания музыкального телеканала «Bridge Rock»[16].
  - Начало тестового вещания российского развлекательного телеканала «Лапки Live»[17]
- 18 марта — Ребрендинг детского телеканала «Boomerang» в «Cartoonito» в Европе[18].
- 20 марта — Изменение логотипа «Севастопольского телевидения» — на нём снова изображён памятник затопленным кораблям[19].
- 31 марта — Прекращение вещания всех телеканалов «Viasat» во всех кабельных сетях Украины, включая одноимённую спутниковую платформу[20].

### Апрель
- 12 апреля — Прекращение вещания спортивных телеканалов «Setanta Sport 1» и «Setanta Sport 2» на территории Белоруссии[21].
- 17 апреля — Начало вещания российского телеканала «Ocean-TV» в стандарте высокой чёткости (HD)[22].
- 24 апреля — Начало вещания развлекательных телеканалов «Zooпарк» и «Усадьба» в стандарте высокой чёткости (HD)[23].

### Май
- 1 мая — Временное прекращение вещания белорусского развлекательного телеканала «ВТВ»[24].
- 4 мая — Начало вещания в России французского познавательного телеканала «The Explorers»[25].
- 5 мая —  Начало вещания молдавского спортивного телеканала «We sport TV»[26][27].
- 15 мая — Начало вещания телекомпанией «НТВ» документально-познавательного телеканала «Неизвестная Россия»[28].
- 17 мая — Начало вещания телеканала Саратовской области «Саратов 24» в стандарте высокой чёткости (HD)[29].
- 29 мая — Прекращение вещания познавательного телеканала «H2» в Белоруссии[30].

### Июнь
- 1 июня — Начало вещания развлекательного телеканала «Народ все видит» (НВВ)[31].
- 5 июня — Начало вещания развлекательного телеканала «Новый игровой канал» (НИК)[31].
- 6 июня — Начало вещания телеканала Тамбовской области «Новый век» в стандарте высокой чёткости (HD)[32].

### Июль
- 1 июля 
  - Прекращение вещания познавательного телеканала «History» в Белоруссии[30].
  - Прекращение вещания детского телеканала «Малятко TV» в Украине.
- 6 июля — Закрытие фильмового телеканала «TCM Movies» на территории Великобритании.
- 18 июля — Переименование спортивного телеканала «BT Sport» в «TNT Sports» на территории Великобритании.
- 19 июля — Возобновление вещания музыкального телеканала «Bridge Фрэш»[33].

### Сентябрь
- 1 сентября
  - Начало вещания в Казахстане международного телеканала «Silk Way Cinema»[34].
  - Изменение логотипа и графического оформления российского телеканала «ТВ-3»[35].
  - Прекращение вещания телеканала о ремонте и дизайне «Тномер»[36].
- 4 сентября — Смена логотипа и графического оформления музыкального телеканала «Bridge Deluxe».
- 5 сентября — Начало вещания телеканала Череповец (Вологодской области) «Канал 12» в стандарте высокой чёткости (HD)[37].

### Октябрь
- 1 октября — Изменение логотипа и графического оформления российского развлекательного телеканала «2х2»[38].
- 2 октября — Начало полноценного вещания российского развлекательного телеканала «Лапки Live».
- 6 октября — Начало вещания российского сериального телеканала «Лавстори»[39].
- 16 октября — Начало вещания нового спутникового фильмового телеканала «Твой сериал» от медиагруппы «Starlight Media».
- 25 октября — Возобновление вещания белорусского развлекательного телеканала «ВТВ»[40].
- 30 октября — Ребрендинг российского развлекательного телеканала «Кухня ТВ» в «Кухня»[41].

### Ноябрь
- 1 ноября — Начало вещания российского киноканала «4К Русское кино»[42].
- 3 ноября — Начало вещания российского киноканала «Советская киноклассика»[39].
- 7 ноября — Изменение логотипа и графического оформления российского «Пятого канала»[43].
- 9 ноября — Изменение логотипа и графического оформления российского фильмового телеканала «Киноман»[44].
- 27 ноября — Начало вещания сериального телеканала для женской аудитории «viju TV1000 новелла»[45].

### Декабрь
- 11 декабря — Ребрендинг казахстанского информационного телеканала «Хабар 24» в «24KZ»[46].
- 13 декабря — Прекращение вещания детских каналов «TIJI» и «Gulli Girl» на территории Белоруссии.
- 18 декабря — Начало вещания семейного телеканала «Киномульт»[47].
- 20 декабря — Прекращение вещания польских телеканалов «TVP Info» и «TVP3»[48].
- 25 декабря — Изменение логотипа и графического оформления российского телеканала РБК.

- 31 декабря — Прекращение вещания телеканалов «Discovery Science» и «DTX» в сорока странах[49].